# Quasispiroplectammina
Quasispiroplectammina es un género de foraminífero bentónico de la subfamilia Spiroplectammininae, de la familia Spiroplectamminidae, de la superfamilia Spiroplectamminoidea, del suborden Spiroplectamminina y del orden Lituolida. Su especie tipo es Spiroplectammina nuda. Su rango cronoestratigráfico abarca desde el Albiense (Cretácico inferior) hasta el Cenomaniense (Cretácico superior).

## Discusión
Clasificaciones previas incluían Quasispiroplectammina en el suborden Textulariina del Orden Textulariida, o en el orden Lituolida sin diferenciar el suborden Spiroplectamminina.

## Clasificación
Quasispiroplectammina incluye a las siguientes especies:
- Quasispiroplectammina alexanderi †
- Quasispiroplectammina goodlandana †
- Quasispiroplectammina longa †
- Quasispiroplectammina nuda †